# Ornithogalum iranicum
Ornithogalum iranicum är en sparrisväxtart som beskrevs av Constantine Zahariadi. Ornithogalum iranicum ingår i släktet stjärnlökar, och familjen sparrisväxter.
Artens utbredningsområde är Iran. Inga underarter finns listade i Catalogue of Life.